# مالكوم ويبستر فورد
مالكوم ويبستر فورد (بالإنجليزية: Malcolm Webster Ford)‏ هو منافس ألعاب قوى وصحفي أمريكي، ولد في 7 فبراير 1862 في بروكلين في الولايات المتحدة، وتوفي في 8 مايو 1902 في مانهاتن في الولايات المتحدة.